# Tylostemon gaboonensis
Tylostemon gaboonensis là loài thực vật có hoa trong họ Nguyệt quế. Loài này được (Meisn.) Stapf miêu tả khoa học đầu tiên năm 1909.